# Los Angeles Lakers 2001-2002
La stagione 2001-02 dei Los Angeles Lakers fu la 53ª nella NBA per la franchigia.
I Los Angeles Lakers arrivarono secondi nella Pacific Division della Western Conference con un record di 58-24. Nei play-off vinsero il primo turno con i Portland Trail Blazers (3-0), la semifinale di conference con i San Antonio Spurs (4-1), la finale di conference con i Sacramento Kings (4-3), vincendo poi il titolo battendo nella finale NBA i New Jersey Nets (4-0).

## Draft
| Giro | Scelta | Giocatore | Posizione | Nazionalità | Università/Club |
| ---- | ------ | --------- | --------- | ----------- | --------------- |

## Regular season
| Squadra                | V  | P  | %    | GB |
| ---------------------- | -- | -- | ---- | -- |
| Sacramento Kings       | 61 | 21 | 74,4 | -  |
| Los Angeles Lakers C   | 58 | 24 | 70,7 | 3  |
| Portland Trail Blazers | 49 | 33 | 59,8 | 12 |
| Seattle SuperSonics    | 45 | 37 | 54,9 | 16 |
| Los Angeles Clippers   | 39 | 43 | 47,6 | 22 |
| Phoenix Suns           | 36 | 46 | 43,9 | 25 |
| Golden State Warriors  | 21 | 61 | 25,6 | 40 |

## Play-off

### Primo turno
Gara 1
| 21 aprile 2002 | Los Angeles Lakers | 95 – 87 | Portland Trail Blazers |  |

Gara 2
| 25 aprile 2002 | Los Angeles Lakers | 103 – 96 | Portland Trail Blazers |  |

Gara 3
| 28 aprile 2002 | Portland Trail Blazers | 91 – 92 | Los Angeles Lakers |  |

### Semifinali di Conference
Gara 1
| 5 maggio 2002 | Los Angeles Lakers | 86 – 80 | San Antonio Spurs |  |

Gara 2
| 7 maggio 2002 | Los Angeles Lakers | 85 – 88 | San Antonio Spurs |  |

Gara 3
| 10 maggio 2002 | San Antonio Spurs | 89 – 99 | Los Angeles Lakers |  |

Gara 4
| 12 maggio 2002 | San Antonio Spurs | 85 – 87 | Los Angeles Lakers |  |

Gara 5
| 14 maggio 2002 | Los Angeles Lakers | 97 – 83 | San Antonio Spurs |  |

### Finali di Conference
Gara 1
| 18 maggio 2002 | Sacramento Kings | 99 – 106 | Los Angeles Lakers |  |

Gara 2
| 20 maggio 2002 | Sacramento Kings | 96 – 90 | Los Angeles Lakers |  |

Gara 3
| 24 maggio 2003 | Los Angeles Lakers | 90 – 103 | Sacramento Kings |  |

Gara 4
| 26 maggio 2002 | Los Angeles Lakers | 100 – 99 | Sacramento Kings |  |

Gara 5
| 28 maggio 2002 | Sacramento Kings | 92 – 91 | Los Angeles Lakers |  |

Gara 6
| 31 maggio 2002 | Los Angeles Lakers | 106 – 102 | Sacramento Kings |  |

Gara 7
| 2 giugno 2002 | Sacramento Kings | 106 – 112 TS | Los Angeles Lakers |  |

### NBA Finals 2002
Gara 1
| 5 giugno 2002 | Los Angeles Lakers | 99 – 94 | New Jersey Nets |  |

Gara 2
| 7 giugno 2002 | Los Angeles Lakers | 106 – 83 | New Jersey Nets |  |

Gara 3
| 9 giugno 2002 | New Jersey Nets | 103 – 106 | Los Angeles Lakers |  |

Gara 4
| 12 giugno 2002 | New Jersey Nets | 107 – 113 | Los Angeles Lakers |  |

| Campione NBA 2002             |
| ----------------------------- |
| Los Angeles Lakers 14º titolo |

## Roster
| \| Pos. \| Num. \| Naz. \| Nome \| Altezza \| Peso \| Data nascita \| Provenienza \| \| ---- \| ---- \| ---- \| --------------------- \| ------- \| ------ \| ------------ \| --------------------------------------- \| \| G \| 8 \| \| Bryant, Kobe \| 198 cm \| 91 kg \| 23-08-1978 \| Lower Merion High School (Pennsylvania) \| \| G \| 11 \| \| Crispin, Joe \| 183 cm \| 84 kg \| 18-07-1979 \| Penn State \| \| G \| 2 \| \| Fisher, Derek \| 185 cm \| 91 kg \| 09-08-1974 \| Arkansas–Little Rock \| \| G/AP \| 17 \| \| Fox, Rick \| 201 cm \| 104 kg \| 24-07-1969 \| North Carolina \| \| G/AP \| 3 \| \| George, Devean \| 203 cm \| 100 kg \| 29-08-1977 \| Augsburg College \| \| A \| 5 \| \| Horry, Robert \| 206 cm \| 100 kg \| 25-08-1970 \| Alabama \| \| G \| 10 \| \| Hunter, Lindsey \| 188 cm \| 77 kg \| 03-12-1970 \| Jackson State \| \| A \| 35 \| \| Madsen, Mark \| 206 cm \| 109 kg \| 28-01-1976 \| Stanford \| \| C \| 6 \| \| McCoy, Jelani \| 208 cm \| 111 kg \| 06-12-1977 \| UCLA \| \| A \| 14 \| \| Medvedenko, Stanislav \| 208 cm \| 113 kg \| 04-04-1964 \| BC Kyiv (Ukraine) \| \| C \| 34 \| \| O'Neal, Shaquille \| 216 cm \| 147 kg \| 06-03-1972 \| LSU \| \| G \| 12 \| \| Penberthy, Mike \| 191 cm \| 84 kg \| 29-11-1974 \| Master's College \| \| G \| 23 \| \| Richmond, Mitch \| 196 cm \| 98 kg \| 30-06-1965 \| Kansas State \| \| G \| 20 \| \| Shaw, Brian \| 198 cm \| 86 kg \| 22-03-1966 \| UC Santa Barbara \| \| A \| 52 \| \| Walker, Samaki \| 206 cm \| 109 kg \| 25-02-1976 \| Louisville \| | Allenatore - Phil Jackson Assistente/i - Jim Cleamons (Vice-allenatore) - Frank Hamblen (Vice-allenatore) - Kurt Rambis (Vice-allenatore) - Tex Winter (Vice-allenatore) - Bill Bertka (Vice-allenatore) - Gary Vitti (Preparatore atletico) Legenda - (C) Capitano - (FA) Free agent - (S) Sospeso - (TW) Contratto Two-way - (GL) Assegnato a squadra G League affiliata - Infortunato Roster • Transazioni · Ultima transazione: 30 giugno 2002 |                        |                       |         |        |              |                                         |
| Pos. | Num. | Naz.                   | Nome                  | Altezza | Peso   | Data nascita | Provenienza                             |
| G | 8 | Stati Uniti (bandiera) | Bryant, Kobe          | 198 cm  | 91 kg  | 23-08-1978   | Lower Merion High School (Pennsylvania) |
| G | 11 | Stati Uniti (bandiera) | Crispin, Joe          | 183 cm  | 84 kg  | 18-07-1979   | Penn State                              |
| G | 2 | Stati Uniti (bandiera) | Fisher, Derek         | 185 cm  | 91 kg  | 09-08-1974   | Arkansas–Little Rock                    |
| G/AP | 17 | Canada (bandiera)      | Fox, Rick             | 201 cm  | 104 kg | 24-07-1969   | North Carolina                          |
| G/AP | 3 | Stati Uniti (bandiera) | George, Devean        | 203 cm  | 100 kg | 29-08-1977   | Augsburg College                        |
| A | 5 | Stati Uniti (bandiera) | Horry, Robert         | 206 cm  | 100 kg | 25-08-1970   | Alabama                                 |
| G | 10 | Stati Uniti (bandiera) | Hunter, Lindsey       | 188 cm  | 77 kg  | 03-12-1970   | Jackson State                           |
| A | 35 | Stati Uniti (bandiera) | Madsen, Mark          | 206 cm  | 109 kg | 28-01-1976   | Stanford                                |
| C | 6 | Stati Uniti (bandiera) | McCoy, Jelani         | 208 cm  | 111 kg | 06-12-1977   | UCLA                                    |
| A | 14 | Ucraina (bandiera)     | Medvedenko, Stanislav | 208 cm  | 113 kg | 04-04-1964   | BC Kyiv (Ukraine)                       |
| C | 34 | Stati Uniti (bandiera) | O'Neal, Shaquille     | 216 cm  | 147 kg | 06-03-1972   | LSU                                     |
| G | 12 | Stati Uniti (bandiera) | Penberthy, Mike       | 191 cm  | 84 kg  | 29-11-1974   | Master's College                        |
| G | 23 | Stati Uniti (bandiera) | Richmond, Mitch       | 196 cm  | 98 kg  | 30-06-1965   | Kansas State                            |
| G | 20 | Stati Uniti (bandiera) | Shaw, Brian           | 198 cm  | 86 kg  | 22-03-1966   | UC Santa Barbara                        |
| A | 52 | Stati Uniti (bandiera) | Walker, Samaki        | 206 cm  | 109 kg | 25-02-1976   | Louisville                              |

### Arrivi/partenze
Mercato e scambi avvenuti durante la stagione:
Arrivi
| N° | Naz. | Ruolo | Sportivo |  | Alt. |  |
| -- | ---- | ----- | -------- |  | ---- |  |

Partenze
| N° | Naz.                   | Ruolo | Sportivo    |  | Alt. |  |
| -- | ---------------------- | ----- | ----------- |  | ---- |  |
| 11 | Stati Uniti (bandiera) | P     | Joe Crispin |  |      |  |

## Premi e onorificenze
- Shaquille O'Neal nominato MVP delle Finali
- Shaquille O'Neal incluso nell'All-NBA First Team
- Kobe Bryant incluso nell'All-NBA First Team
- Kobe Bryant incluso nell'All-Defensive Second Team